# Boutros Ghali

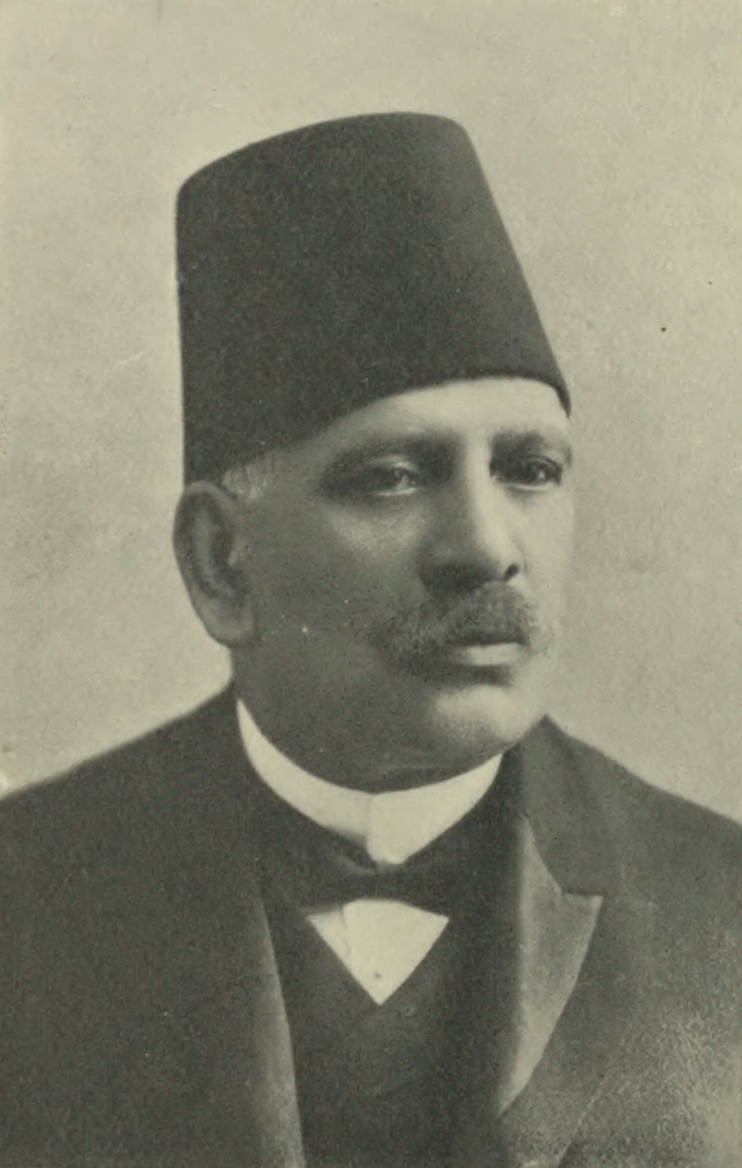
Boutros Pascha

Boutros Ghali Bey, später Pascha Ghali (arabisch بطرس غالي, DMG Buṭrus Ġālī; * 1846; † 20. Februar 1910), war ein ägyptischer Politiker während der britischen Besetzung Ägyptens.

## Leben
Boutros Ghali Pascha war Kind einer zur Oberschicht gehörenden koptischen Familie. Schon sein Vater stand im Dienst des ägyptischen Herrschers, des Khediven Ismail Pascha. Nach Sprachstudien und einer Anstellung bei der Handelskammer begann er über die Justiz eine politische Laufbahn. Über Ministerämter erlangte er schließlich 1908 das Amt des ägyptischen Ministerpräsidenten. Durch seine aktive Unterstützung der britischen Besatzungspolitik geriet er immer stärker in Gegensatz zu national gesinnten Kreisen. Insbesondere sein Verhalten beim Vorfall in Denshawai und die Verlängerung der Konzession des Sueskanals für die Briten um 40 Jahre trugen dazu bei, ihn in breiten Kreisen der ägyptischen Bevölkerung unbeliebt zu machen. Im Februar 1910 wurde er bei einem Anschlag von dem jungen Medizinstudenten Ibrahim Nassif al-Wardani durch Schüsse aus einem Revolver getötet.
Er wurde in der Krypta der zu seinem Gedächtnis erbauten Kirche St. Peter und Paul in Kairo beigesetzt.

## Nachkommen
Sein Sohn Wasif Boutros-Ghali (1878–1958) wurde ägyptischer Außenminister, sein Enkel Boutros Boutros-Ghali amtierte als stellvertretender ägyptischer Außenminister und wurde Generalsekretär der Vereinten Nationen.
| Personendaten    | Personendaten                                                                |
| ---------------- | ---------------------------------------------------------------------------- |
| NAME             | Ghali, Boutros                                                               |
| ALTERNATIVNAMEN  | Ghali Bey, Boutros (vollständiger Name); Ghali, Pascha; بطرس غالي (arabisch) |
| KURZBESCHREIBUNG | ägyptischer Politiker                                                        |
| GEBURTSDATUM     | 1846                                                                         |
| STERBEDATUM      | 20. Februar 1910                                                             |